# Luise von Gemmingen
Luise Agnes Freiin von Gemmingen (* 19. Januar 1862 in Dammhof; † 29. Dezember 1929 in Baden-Baden) war königlich-württembergische Hofdame und Autorin.

## Leben
Sie entstammte dem 2. Ast (Bonfeld) der II. Linie (Gemmingen und Guttenberg) der Freiherren von Gemmingen und war eine Tochter des vormaligen württembergischen Regierungsrats Ernst Ludwig von Gemmingen (1818–1880) und der Julie Freiin Schaffalitzky von Mukadel (1828–1897). Sie wurde auf dem Dammhof bei Eppingen geboren, den ihr Vater seit 1856 bewirtschaftete. Sie zog dann zu ihrem Bruder Philipp von Gemmingen (1860–1907), der Major und Bataillonskommandeur im württembergischen Altenburg war. Sie führte den Haushalt des unverheirateten Bruders und war württembergische Hofdame. Nach dem Tod des Bruders zog sie nach Baden-Baden. Nach dem Ende der Monarchie pflegte sie engen Kontakt mit Prinzessin Hermine, die bei ihren Aufenthalten in Deutschland von Luise begleitet wurde und nach Luises Tod 1930 auch deren Grab auf dem Dammhof besucht hat.
Luise von Gemmingen blieb unverheiratet. Sie ist Autorin des Romans Aus der Heimat der Degenheim, der in der süddeutschen Adelsgesellschaft des 18. Jahrhunderts spielt.